# Андроник Калист
Андроник Калист (на гръцки: Ανδρόνικος Κάλλιστος; на латински: Andronicus Callistus) е виден гръцки учен от XV век.

## Биография
Роден е в началото на XV век в Солун. Братовчед е на аристотелианеца Теодор Газа. Живее и учи в Константинопол. След падането на града в ръцете на османците в 1453 г., Андроник Калист емигрира в Италия, където се присъединява към Висарион Никейски. Преподава в Болоня (1464), Рим (1469), Флоренция, Париж и Лондон. Притежава голяма сбирка гръцки ръкописи. В преподаването си застъпва идеите на Аристотел. Умира в Англия в 1478 г.
Сред творбите му е защита на позициите на Теодор Газа срещу критиките на Михаил Апостолий (Andronicus Callistus Defensio Theodori Gazae adversus Michaelem Apostolium).